# Marsippospermum
Marsippospermum là một chi thực vật có hoa trong họ Juncaceae.